# Diamantgraben
El Diamantgraben, en baix alemany Diamantgraven, és un petit curs d'aigua en forma de mitja lluna a Harburg i Neuland al districte d'Harburg a l'estat d'Hamburg a Alemanya. Forma una illa deshabitada amb l'Elba meridional a la qual s'ha construït un cap de pont per al metro S3 i la Deutsche Bahn per a les línies vers Hannover i Colònia.

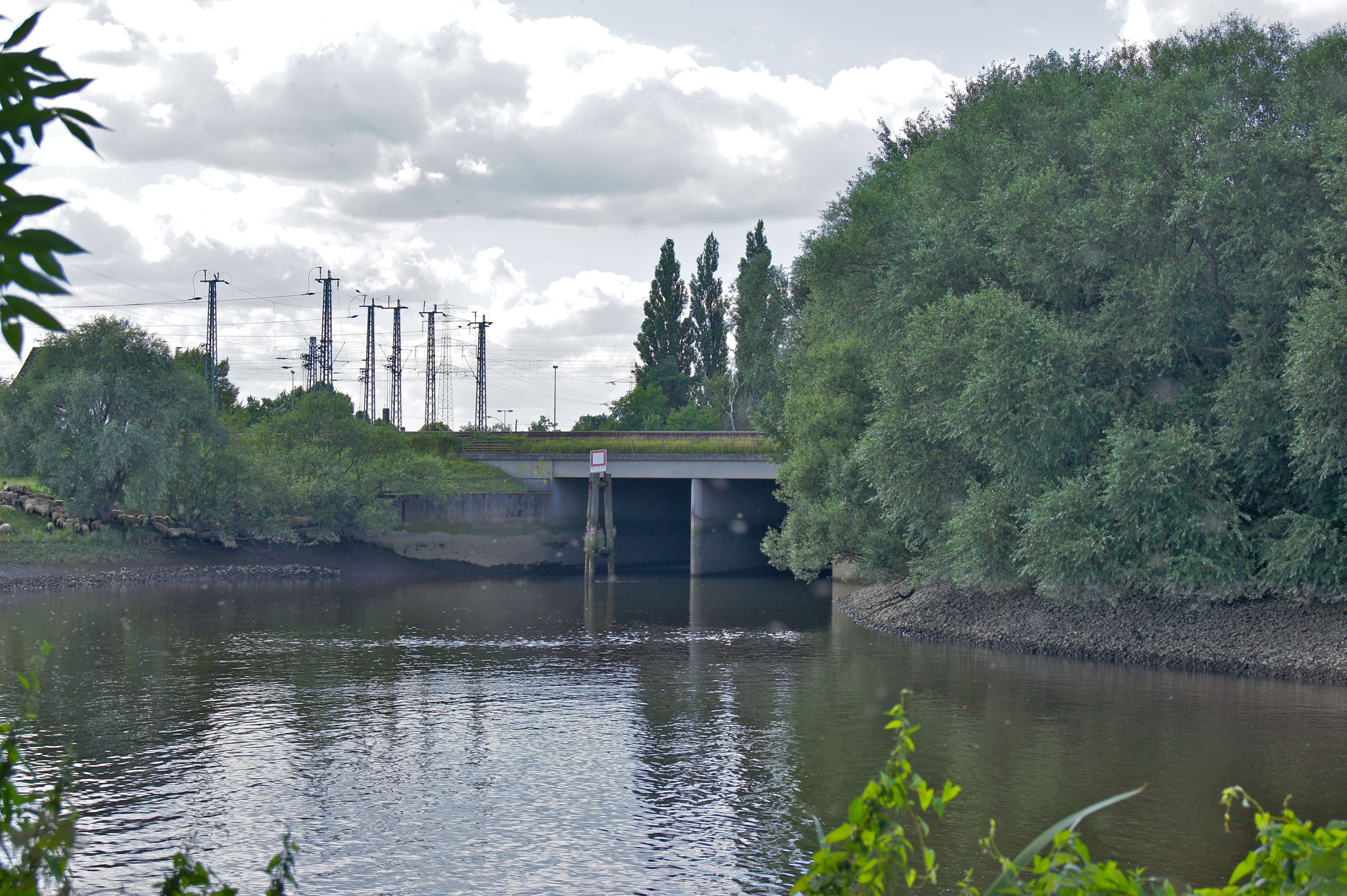
El pont ferroviari
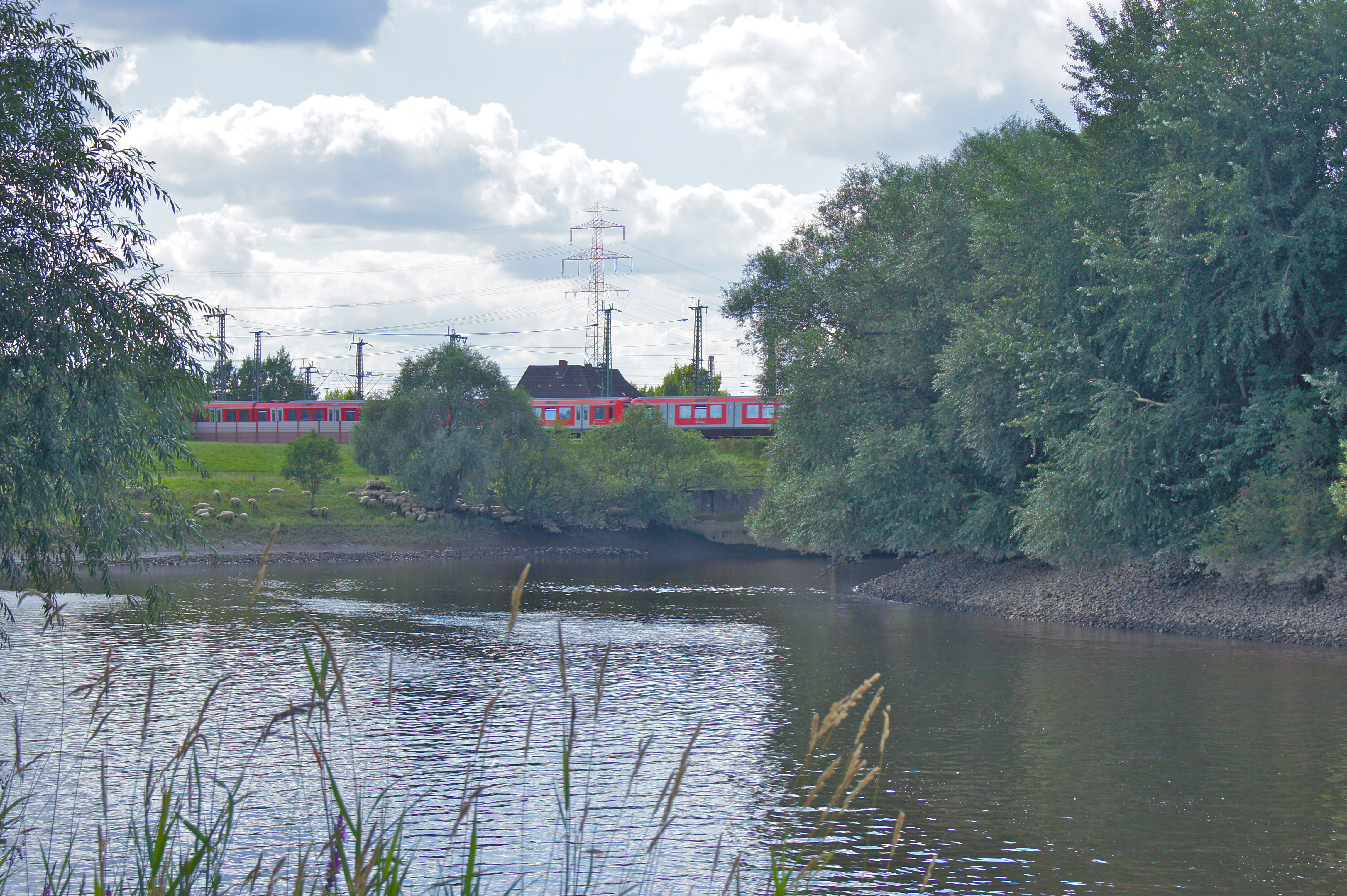
Un tren de la S3 passa sobre el Diamantgraben

## Afluent
- Moorwettern